# 村上麗奈
村上 麗奈（むらかみ れな、1967年11月25日 - ）は、日本の元AV女優。その後、タレント、映画女優、ヌードモデル、ヌードダンサーとしても活動した。

## 来歴
東京都出身。父は松竹の映画館を任されていた。母は理髪業。高校を卒業し、父の友達の会社に入るが、辞めて赤坂のプールバーで働く。18歳の頃、銀座でホステスになる。
グラビアモデルを経て、1988年に発売されたアダルトビデオ 『発情伝説』への出演でAVデビューした。AV女優としての活動は同年限りだったが、約1年間に34本のビデオ作品に出演し、お嬢様系の雰囲気と日本人離れしたナイスバディで一世を風靡した。
アダルトビデオへの出演から引退後には、ロック座専属のストリッパーとして全国を巡業。また、1990年代に週刊誌でブルネイの当時皇太子が来日した際に数百万円で夜の接待に指名されたと告白して話題となった。その後、結婚を機にストリッパーからも引退。
2018年から2023年まで大阪･難波のDJ BAR「バイナルスタイル エヌ43」にて、DJイベント「DJ Kondo presents〜AOR Night～」を主宰しており、自らDJとしても活動していた。現在は女性起業家相手のコンサルティング業をしている。

## 人物
「私小説 彩られた肉肌」（1988年）のケース裏面のプロフィールでは、T:158、B:82・W:58・H:83としている。
趣味:ディスコ・ビリヤード 

## 出演作品

### アダルトビデオ
1988年
- 発情感染（VHS 3月11日、ミス・クリスティーヌ DMC-005）
- 紫小町 パープルレディ（VHS 4月8日、VIP）
- 緊急発進 スクランブル（VHS 4月13日、宇宙企画 CX-10）
- 婚前交渉（VHS 4月29日、芳友舎 DSV-016）
- ピーチパイ 桃尻娘（VHS 6月10日、フェニックスビデオ PM-52）
- 私小説 彩られた肉肌（VHS 6月17日、アトラス21 5C-034）
- すごいのかけて! 卒業シャワー 5（VHS 6月27日、スタジオTAKU JP-550）＊オムニバス作品 全7名
- 口全ワイセツ 4（VHS 7月、SAMM DSV-030）
- シスター・セレナーデ アダルト伝説 村上麗奈・仲村梨沙・直木亜弓（VHS 8月15日、アテナ映像 AS-95）全3名
- テイストオブハニー 蜜の味（VHS 8月25日、ホップビデオ NP-38）
- セピアの肖像（VHS 8月、笠倉出版社 CAV-3010）＊イメージビデオ
- 放射能汚染（VHS 9月10日、ロイヤルアート P-019）
- わがまま気分（VHS 9月25日、大陸書房 PV-1081）
- 窓女 マドンナ（VHS 10月10日、フェニックスビデオ PM-61）
- スペルママドンナ 7 （VHS 12月15日、ファイブスター FV-8701）全7名
- セーラー服 COLLECTION 3 立原友香・若菜忍・村上麗奈（VHS 12月24日、笠倉出版社 CAV30-28）＊イメージビデオ 全3名
- レート・アップ麗奈（VHS、ロイヤルアート P-001）
- TABOO タブー（VHS、新東宝 STY-42）
- 女王（VHS、新東宝 STY-45）
- 鏡の中の私（VHS、ファイブスター FV-8676）
- エビぞりの女（VHS、イメージ・ボックス IBE-003）
- 逆蠍 ギャクサソリ（VHS、エル ELB-006）
- 空よ! 翔べない小鳥（VHS、KUKI GL-18）
- スーパー・ポルノ 肉体黙示録（VHS、芳友舎 DSV-043）
- 同級生 SUPERセーラー服 7 PART2（VHS、ファイブスター FV-8686）＊オムニバス作品 全7名
- パッション 熱く危険な香り（VHS、ナイスワンビデオ BB-004）
- 危険な香りの女たち 5（VHS、ホップビデオ HS-06）＊オムニバス作品 全5名
- エクスタシー 5 PART3（VHS、せいふく舎 SE-25）＊オムニバス作品 全5名
- 夢乳 ムニュ（VHS、VCA VC-021）
- 淫激 にぎらせて（VHS、せいふく舎 SE-17）
- ナイスワン・ベストセレクション 1 大胆不敵な淑女たち（VHS、ナイスワンビデオ）＊オムニバス作品 全7名
- カラミ 秘宝館パート 3（VHS、パピヨン PS-08）＊オムニバス作品 全6名
- マシュマロ 2 小悪魔たちの誘惑 村上麗奈 小倉小夜子 秋野優子（VHS、新東宝ビデオ STY-35）＊オムニバス作品 「望月裕子」名義 全3名
- 感じやすい娘たち（VHS、フェニックスビデオ）全5名
- セクシーアイドル 7 冴島奈緒 村上麗奈 東清美 立原友香 樹ますみ 藤あかね 斉藤唯（VHS、ファイブスター FV-8698）全7名
- ラ・ルージュ PART3 藤森真奈 村上麗奈 小林かおり 美穂由紀 早川愛美 麻生澪（VHS、宇宙企画）全6名

1989年
- 淫熟（VHS 1月10日、アリスJAPAN KA-1221）
- 村上麗奈ラスト・インサート 東京淫女（VHS 2月11日、アテナ映像 AS-113）
- 最後の誘惑（VHS 4月、Mink A138JM-3）
- ラスト・センセーション（VHS 5月20日、大陸書房 PV-1117）
- 放射能汚染スペシャル 舞坂ゆい 青木ゆかり 後藤えり子 村上麗奈（VHS 6月12日、ロイヤルアート P-057）全4名
- オールスター夢の性宴 梁川りお・御藤静・村上麗奈・中川えり子・星真琴 他（VHS 7月21日、VIP 6B-42）全9名
- AVトップギャルズ 葉山レイコ・小林ひとみ・村上麗奈（VHS 8月12日、FIVE STAR FV-8781）全3名
- のりすぎ自慢の淑女たち 平成マン開スペシャル 鮎川真理・柏木よしみ・村上麗奈 ほか（VHS 9月21日、ジェイ・ブイ・ディー/ミンク A132JM-9）全6名
- あぶない瞬間 禁断の指戯（VHS 9月22日、大陸書房）全10名
- ウォンテッド-5 肉欲発電所（VHS、新東宝 STZ-08）＊オムニバス作品 全5名
- レイコ･清美･麗奈のガマンできない娘たち トリプルエッチ 葉山レイコ・東清美・村上麗奈（VHS、クリスティーヌ SMC-016）全3名
- 村上麗奈の淫退恍演（VHS、マディソン）
- セクシー・エキサイト（VHS、芳友舎 SAM-1001）
- 愛欲に抱かれて 村上麗奈（VHS、レッツ）
- スーパー少女 御藤静 村上麗奈 斎藤唯（VHS、ファイブスター FV-8729）全3名

1990年
- ランジェリー大会 濃縮20連発（VHS 3月12日、ファイブスター FV-8792）全10名
- めまい…快感（VHS 3月、オデッセウス出版 ME-04）
- ランジェリー大会 濃縮10連発（VHS 5月5日、笠倉出版社）全5名
- 口全ワイセツ スペシャル（VHS 8月24日、SAMM PSV-031）＊オムニバス作品 全5名
- 12人の本番中毒 7（VHS 9月1日、KUKI QX-104）全12名
- キスをしようよ（VHS 9月17日、大陸書房 PV-1168）
- 村上麗奈スペシャル（VHS、パワースポーツ/出版サービスセンター PS-102）
- 愛欲に抱かれて（VHS、レッツ）＊「テイストオブハニー 蜜の味」の再販もの
- 学園本番シリーズ すごいのかけて（VHS、スタジオTAKU JP-0550）
- 24時間の悦楽（VHS、EAGLE EGV-003）
- 麗奈伝説 剥きだしの恥図（VHS、アールエーシー WIN-002）
- 淫花伝説 超快楽極楽絵図（VHS、ルナ・エンタープライズ）
- 虜にしてあげる ためらわずに抱きしめて（VHS、ズームエンタープライズ WIN-002）

1991年
- 麗奈発情 もうとまらない（VHS 2月8日、コスミック・インターナショナル CV-1045）
- あぶない制服 VS ランジェリーSPECIAL 25（VHS 10月5日、笠倉出版社 AJV32-51）全25名
- 尻拭い（VHS、アールエーシー DR-003）
- 恥的欲情（VHS、VISUAL ONE）
- 陰麗花（VHS、VISUAL ONE）
- 一気絶頂肉林 パラダイス・クイーン 村上麗奈・鮎川真理（VHS、イメージ・ボックス CA-10）
- レイミー・アタック 生のみ乳液（VHS、イメージ・ボックス TO-05）
- 彼女の一番長い日 木田彩水・滝沢薔・村上麗奈（VHS、アールエーシー SS-031）全3名

1992年
- 乳房時代 25 藤本聖名子・葉山レイコ・河合美果・村上麗奈 他（VHS 1月15日、笠倉出版社 CAV32-88）全25名
- 100人のマドンナ 1 小林ひとみ・桜樹ルイ・村上麗奈・八神康子・御藤静 他（VHS 2月15日、笠倉出版社 CAV32-91）全25名
- AV痴恵蔵 108人のマドンナたち 1（VHS 7月18日、大陸書房/KKタイリク）全36名
- スペルマエンジェル 4 Part2 庄司みゆき 村上麗奈 木田彩水 工藤ひとみ（VHS、イメージボックス）全4名

1993年
- AVギャル烈伝 1（VHS 4月1日、笠倉出版社 CAV34-27）全25名
- 浅草ロック座の天使たち on Stage（VHS 9月21日 パックインビデオ PIV-191）※浅草ロック座の天使たち「シネマパラダイス」「熱くて妖しい女たち」「まぶしい夏－愛ランド」をアレンジして収録したもの
  - 浅草ロック座の天使たち まぶしい夏－愛ランド 森川いづみ 児島理乃 村上麗奈 工藤ひとみ ほか（VHS、パックインビデオ PIV-194）
- レンタルAV10年史 トップ10アイドルコレクション（VHS 9月25日、笠倉出版社 MV-089）全10名
- 平成マドンナ100選 1（VHS 11月5日、笠倉出版社 AJV74-48）全25名
- 女たちの挽歌 クーロンズ・ナイト（VHS 12月24日、JVD）※香港映画「女たちの挽歌 クーロンズ・ナイト」のビデオ版
- 濡れまくる女達 5 豊丸 星めぐみ いとうしいな 村上麗奈（VHS、イメージ・ボックス WT-05）＊オムニバス作品 全4名

1994年
- AV10年史 1 あなたが選んだベスト女優（VHS 1月17日、VIP）他出演:小林ひとみ、斎藤唯、冴島奈緒、桂木麻也子、姫宮めぐみ、竹下ゆかり、松本まりな、青木祐子、井上あんり、宮条優子、中川えり子、御藤静 全13名
- 香港異人娼婦館（VHS 9月22日、JVD）※香港映画「香港異人娼婦館」のビデオ版
- 120人の美女 AV秘蔵コレション 4 朝岡実嶺・桜樹ルイ・沢口梨々子・葉山レイコ・河合美果・村上麗奈 他（VHS 11月1日、笠倉出版社）全30名
- AV巨乳年鑑 1 卑弥呼・中原絵美・岸ゆり・五十嵐こずえ・小鳩美愛・冴島奈緒・村上麗奈 他（VHS 11月4日、笠倉出版社）全33名
- ウルトラ巨乳烈伝 川原琴美 美穂由紀 沢村杏子 村上麗奈 いとうしいな（VHS 12月15日、オデッセウス出版 AB-0032）全5名

1995年
- スーパーD乳コレクション 2（VHS 2月25日、オデッセウス出版/イメージボックス AB-0085）全10名
- 危険なターゲット（VHS 3月1日、テー・ピー・エス TP-616）＊「パッション」を再編集したもの
- 学園 Fuck Fuck Fuck 100人 あのスターは何処へ（VHS 12月14日、スタジオTAKU）全100名

1996年
- AV10年史 1（VHS 1月1日、TEN-VIDEO）全20名
- KEDAMONO 獣（VHS 2月2日、イメージファクト）※香港映画「KEDAMONO 獣」のビデオ版
- 伝説 裸天使アイドル15年史 プルルン編（VHS 7月23日、芳友舎）全16名
- 大巨乳 ワイド90分 2（VHS 9月24日、笠倉出版社 AJV-7689）全25名
- 極上べろべろ娘たち 2（VHS 11月27日、h.m.p/SAMM）全21名

1998年
- スワッピング イン ラスベガス（VHS 6月8日、イメージボックス NX-007）※映画「村上麗奈 究極名器妻」のビデオ版
- お宝AVコレクション 村上麗奈・鮎川真理（VHS 9月5日、アトラス21 8A-91）※村上麗奈:「私小説 彩られた肉肌」、鮎川真理:「出血大制服 2」を収録
- 口全ワイセツ スペシャル 怒涛のおしゃぶり列伝（VHS 3月24日、SAMM TSV-007）他出演:鮎川真理、橋本聖名子、樹マリ子、伊藤真紀、浅倉舞、美里まり、憂木瞳＊オムニバス作品 全8名

1999年
- RENATIC LOVE（DVD 7月30日、TMA）

2000年
- スーパー90's 2 村上麗奈 早見瞳 青山ちはる 美穂由紀（DVD 4月7日、スターシップ SSD-16）全4名
- 村上麗奈 RENATIC LOVE（DVD 5月5日、トータル・メディア・エージェンシー）
- Adult Beauty 2 逆さそり（DVD 7月1日、ファーストミュージック）
- 極 口全ワイセツ カウントダウンスペシャル 樹マリ子 浅倉舞 美里真理 藤谷しおり 麻宮淳子 小室友里 小沢まどか 村上麗奈 ほか（DVD 7月21日、h.m.p HMP-009）多数出演
- 女優伝説 村上麗奈 ベスト・ワイセツ集（DVD 7月21日、ビデオバンク）
- アトラス MEGA MIX 1 極上の女神たち（VHS  8月11日、アトラス21 A00-081）全18名
  - アトラス MEGA MIX 1 極上の女神たち（DVD 2015年8月31日、アトラス21 AVD-051）全18名
- リメイク・ロマン・シリーズ 3 村上麗奈・冴島奈緒（DVD 10月21日、フェアエスト RR-19）
- 女帝（VHS 10月1日、オー・ケイ出版社）
- ルネッサンス 2 蘇る口全ワイセツ（DVD 11月10日、h.m.p HODV-00059）他出演:藤あかね、白鳥麻子、松木朝沙絵、仲村梨沙、鮎川真理、林由美香、小沢奈美、松本まりな、樹まり子 ほか ＊オムニバス作品 多数出演
- 本能 2 4時間（DVD 12月1日、トータル・メディア・エージェンシー）全20名

2001年
- 淫女伝説 村上麗奈（DVD 2月26日、ロイヤルアート） ※「レート・アップ麗奈」「放射能汚染」を収録
- AV20年史 4（DVD 3月23日、デジタルドリームデベロップメント DDD-025）全50名
- Adult Beauty 55 ベスト10女優 スーパーD乳コレクション（DVD 6月28日、ファーストミュージック）全10名
- デジタルリマスタリングREMIX 黄金伝説（8月24日、ロイヤル・アート）全14名
- お宝コレクション 6（DVD 10月26日、デジタル・コミュニケーションズ OTK-006）
- 女優伝説 TREASURE（DVD 11月16日、日本メディアサプライ）他出演:秋元ともみ、樹まり子、白石ひとみ ＊オムニバス作品 全4名
- フェアエスト RemixⅢ（DVD 11月16日、グラフィティジャパン）全17名

2002年
- チャイニーズ・エロティック・ストーリー （DVD 1月10日、ポニーキャニオン）＊映画「チャイニーズ・エロティック・ストーリー」のDVD版
- エピソード[1988] 伝説になった女優たち…（DVD 7月10日、ビデオバンク）他出演:斎藤唯、舞坂ゆい、山下麗子、朝吹麻耶、松木朝沙絵、豊丸、松原久美子、奈保子、沙也加、鮎川真理、仲村梨沙＊オムニバス作品 全12名

2003年
- 巨乳20年史 Deluxe（DVD 1月24日、ファイブスター DAJ-003）他多数出演 ＊オムニバス作品 全100名
- ジューシー学園（本）シリーズ すごいのかけて!（DVD 2月28日、ジューシープロデュース SYJP-9）※シュガー・ワークスより、姫野真理亜、青山ちはるの作品と共に再版 全3名
- AV15年史 DVD完全版（DVD 3月10日、ビデオバンク）全92名
- よみがえるAV黄金期の女優たち 2 イヴ 憂木瞳 村上麗奈 桂木美雪 菊池エリ（写真集+DVD 2003年4月10日、鹿砦社）全5名
- プロジェクトXXX AV界を支えた女たち お姉さんセレクション（DVD 6月20日、日本メディアサプライ）他出演:藤沢まりの、白浜なぎさ、桜樹ルイ、松本まりな、早見瞳、冴島奈緒 ほか 全10名
- アイドル黄金伝説 スーパーコレクション 1 柏原芳恵 真弓倫子 浦西真理子 村上麗奈（DVD 6月21日、ブレイブキング）全4名
- RESPECT 1500（DVD 12月19日、フェアエスト）※「ピーチパイ 桃尻姫」「窓女（マドンナ）」を収録

2004年
- 口全ワイセツ BEST 2（DVD 5月21日、h.m.p ksv-006）＊オムニバス作品 全21名
- THE 80's GREATEST IDOLS 朝岡実嶺・美穂由紀・木田彩水・村上麗奈 ほか（8月13日、トータル・メディア・エージェンシー）多数出演
- ATLAS TWENTY ONE（DVD 8月20日、アトラス21）＊オムニバス作品 全60名
- 爆乳巨乳美乳20年史 Deluxe 3（DVD 12月10日、ファイブスター DAJ-051）他出演:東清美、岡本百合、桜井涼子、七瀬光 ＊オムニバス作品 多数出演

2006年
- 村上麗奈 Memories（DVD 4月25日、ロデオドライブ）
- BEST OF LEGEND 村上麗奈＋（DVD 7月14日、デジタルバンク）他出演:鮎川真理、真田ゆかり、高樹陽子
- LEGEND OF QUEEN VOL.1 完全復刻・保存版（DVD 8月25日、アールエフプランニング）他出演:田中露央沙、庄司みゆき、菊池えり ほか 全24名
- 村上麗奈 HISTORY（DVD 9月22日、アトラス21）＊「紫小町」「彩られた肉肌」を収録
- Legend vol.9 村上麗奈（DVD 12月8日、エー・エス・ジェイ GRA-009）※「エビぞりの女」「淫激にぎらせて」「危険なターゲット」「ラスト・センセーション」を収録

2008年
- Again 村上麗奈（DVD 3月21日、エクストリージョン）※「ピーチパイ 桃尻姫」「窓女（マドンナ）」を収録

2009年
- 写芝居 蘇るブルネイ伝説（DVD 9月25日、GARO IMPACT）＊アイドルグラビア動画
- I LOVE 村上麗奈（DVD 4月28日、ロデオドライブ）

2010年
- DECADE EX28 イイ女編 村上麗奈・叶順子（DVD 8月27日、ピエロ）
- Legend Special vol.44（DVD 9月17日、エーエスジェイ）＊「レート・アップ麗奈」「放射能汚染」「キスをしようよ」を収録

2012年
- AV創世記 ハードコア8時間 豊田薫傑作選 11作品そのまま収録版（DVD 3月2日、ビデオバンク）全11名
- 村上麗奈のバブルとイッた女たち（DVD 7月7日、コンマビジョン）※映画「村上麗奈 究極名器妻」のDVD版

2015年
- お宝AVコレクション 村上麗奈・鮎川真理 （7月31日、群雄社 AVD-049）＊鮎川真理-「出血大制服 2」、村上麗奈-「彩られた肉肌」を収録 ※DVD版
- Legend special vol.92（DVD 8月21日、グラフィス）＊「TABOO」「女王」を収録

発売日不明
- 淫美な目覚め（VHS、タイム）
- ブルースは牝の香り（VHS、グッド・カンパニー REX-002）
- 御乱交!! 遊ばせたまへ（VHS、キャロル・クラブ CAR-010）
- 隣りの女の悶え声（VHS、イー・エンタープライズ E-001）
- あれから二人（VHS、ファイブスター FSL-1002）
- 千差マン別 エロエロ トライアングル 村上麗奈 亜里沙 番匠愛（VHS、ビジュアル・ライブラリー）＊オムニバス作品 全3名
- 酔恋
- パスポートを下さい
- 超絶頂伝説 1 麗しの巨乳＆美乳編（VHS、まんかい30 MKS-001）全30名
- Forever フォーエバー 村上麗奈（VHS、コレクターズ・システム販売 FOR-20）
- ACTRESS ビデオマガジン ギャルズスペシャル 6 ワクワクしちゃう 爽快号 林由美香 (小栗由美香:AVデビュー前)  村上麗奈 中島早苗 山岸妙子 河村史織（VHS、リイド社 LV-1016）
- コレクター北条満編集 1 騎乗位狂い淫乱30人（VHS、コレクターズ・システム販売 HJM-01）全30名
- コレクター北条満編集 3 バック狂い・淫乱30人（VHS、コレクターズ・システム販売 HJM-03）全30名
- コレクター北条満編集 7 3P乱交狂い・淫乱30人（VHS、コレクターズ・システム販売 HJM-07）全30名
- コレクター北条満編集 42 完全絶頂コレクション痙攣60人B（VHS、コレクターズ・システム販売 HJM-42）全60名
- コレクター北条満編集 騎乗位狂い狂い淫乱女20人（VHS、イメージボックス MD-22）全20名

### 映画
- 恋子の毎日（1988年12月17日公開、東映、和泉聖治監督） - キャンディ 役[6]
- 新・童貞物語　ホンコンバージンボーイ（1990年3月10日公開、バンダイ、富岡忠文監督）- メイファ 役 [7]
- 中国五千年の性秘戯 SEX&禅 中国絶倫珍珍秘伝（原題：玉蒲團之偷情寶鑒、1991年制作・1996年4月6日公開、香港映画 配給:ツイン、マイケル・マック監督）主演:エイミー・イップ 共演:鮎川真理[8]
- 女たちの挽歌 クーロンズ・ナイト（原題:我爲喞狂、1991年11月15日 香港で公開、香港映画 ゴールデン・ハーベスト社、ホウ・フン監督）主演:ヴェロニカ・イップ ※日本では劇場未公開、1993年ビデオ発売 [9]
- 香港異人娼婦館（原題:花街狂弄、1992年制作、香港映画、ウォン・ロンワイ監督）主演:ポーリン・チャン ※日本では劇場未公開、1994年ビデオ発売 [10]
- KEDAMONO 獣（原題:1/3情人、1993年制作、香港映画、ジミー・ウォン監督）主演:村上麗奈 共演:叶順子 ※日本では劇場未公開、1996年ビデオ発売 [11]
- チャイニーズ・エロティック・ストーリー（原題:中国性戯観、1997年制作、香港映画、ブライアン・チュン監督）主演:エイミー・イップ 共演:鮎川真理 工藤ひとみ ※日本では劇場未公開、2002年DVD発売
- 村上麗奈 究極名器妻（1997年8月1日公開、レナ・フィルム/エクセス・フィルム、製作:村上麗奈、小林悟監督）主演:村上麗奈 - 2003年「村上麗奈 極上けいれん妻」に改題し、リバイバル公開 [12][13]
- 小森生活向上クラブ（2008年11月8日公開、ファントム・フィルム、片嶋一貴監督）主演:古田新太 [14]
- 風が通り抜ける道（2024年1月21日公開、FEEL PICTURES、田中壱征監督） [15]

### オリジナルビデオ
- ストロベリータイムス 2　サンタが恋しにやってきた（1989年11月11日、バンダイメディア事業部、小野原和宏監督）主演:梶原真理子 [16]
- 兇悪の紋章（1990年6月8日、東映ビデオ、成田裕介監督）主演:又野誠治 武田久美子 [17]
- コードネーム348 女刑事サシバ（1990年12月10日、松竹ビデオ、向井寛監督）主演:渡辺典子 [18]
- 巨乳ハンター2 アドベンチャー・サマー（1990年12月25日、東北新社、小林俊夫監督）主演:中島ひろ子 [19]
- クラッシュ 狙われた女たち（1991年5月21日、ポニーキャニオン、平野秀昭監督）主演:柏原芳恵 ジョニー大倉 [20]

### テレビドラマ
- 悲しみがとまらない（1988年7月1日、フジテレビ）
- 女優 夏木みどりシリーズ 第2作 女友だち同窓会殺人事件（1989年7月7日、フジテレビ・男と女のミステリー）- なつみ（モデル） 役
- いつも誰かに恋してるッ 第6話 最もアブナゲな三角関係（1990年2月15日、フジテレビ）
- お嬢さん、殺人にご用心！（1990年3月26日、フジテレビ）
- 香港迷宮行（1992年7月3日、フジテレビ系）

### カセット
- マドンナメイトカセット　村上麗奈 ふたりだけの診察室（1988年9月25日、二見書房）

## 書籍

### 写真集
- 村上麗奈写真集 熱風（1988年8月15日、白夜書房）撮影:会田我路
- マドンナメイト写真集 - 村上麗奈（1988年8月25日、二見書房）撮影:野川勇 ISBN 9784576880976
- 村上麗奈写真集 麗 [RAY]（1989年4月20日、近代映画社）撮影:佐藤健 ISBN 9784764815834
- 熱風写真館 CHIC18（1990年5月30日、スコラ）撮影:野村誠一 全18名 ISBN 9784796200134
- ニューアイドル写真集 村上麗奈 女・神・復・活（1991年2月19日、ピラミッド社）撮影:佐藤健 ISBN 9784803332193
- GORO 激写文庫 - レイコ（葉山レイコ）& 麗奈（1991年5月10日、小学館）撮影:篠山紀信 ISBN 9784093947718
- 25SCANDAL 会田我路・写真集 葉山レイコ 村上麗奈 小林ひとみ 速水典子 森村あすか 黒沢ひろみ ほか 全25名（1992年8月20日、ぶんか社）撮影:会田我路 ISBN 9784821120017
- あいだもも・村上麗奈写真集 淫らな昼さがり（1996年3月5日、黒田出版興文社 ビーナスクラブ写真文庫）撮影:佐藤健 ISBN 9784876732623
- ザ・ストリッパー 舞姫伝説50人 桜樹ルイ・憂木瞳・村上麗奈・細川百合子・河合美奈 他 全50名（2000年4月10日、双葉社）撮影:原芳市 ISBN 9784575290820
- よみがえるAV黄金期の女優たち 2 （写真集+DVD） イヴ 憂木瞳 村上麗奈 桂木美雪 菊池エリ 全5名（2003年4月10日、鹿砦社）ISBN 9784846304966
- 色散華 村上麗奈（フリーダム・エフ）撮影:沢渡朔

### 雑誌
- オレンジ通信 1988年7月号（東京三世社）
- Comet SISTERS 1988年7月号（白夜書房）
- URECCO 1988年8月号、1990年1月号（ミリオン出版）
- 魅惑のランジェリー 1988年10月号、1989年5月号（光彩書房）
- DX ORANGE デラックス・オレンジ Vol.2（1988年10月31日、東京三世社）
- GORO 1988年12月号（小学館）
- セクシー・ランジェリー（1988年12月30日、辰巳出版）
- DRY BODY HOT TIME IN SEXY BOOK（1989年1月1日、司書房）
- 漫画エンジェル 1989年2月号（蒼竜社）
- 美少女年鑑 1989年版（1989年2月20日、コバルト社）
- MISS URECCO vol.2（1989年2月25日、ミリオン出版）
- 下着ファッション No.28（1989年7月15日、光彩書房）
- BEST VIDEO SPECIAL No.1（1990年2月15日、三和出版）
- ベスト・ランジェリー No.1（1990年5月10日、光彩書房）
- ランジェリー・コレクション No.7（1990年10月15日、光彩書房）
- ビデオ・ザ・ワールド 1991年4月号、1994年5月号（白夜書房）
- ランジェリー・コレクション No.9（1991年4月15日、光彩書房）
- FLASH 992年1月1日号（光文社）
- PLAY LINGERIE No.2（?、光彩書房）
- Eカップクラブ（?、プラザ出版）